# ديف سوليفان (سياسي)
ديف سوليفان (بالإنجليزية: Dave Sullivan)‏ هو سياسي أمريكي، ولد في 29 ديسمبر 1964 في شيكاغو في الولايات المتحدة. حزبياً، نشط في الحزب الجمهوري.